# Forças Armadas da Bulgária
A Armada Búlgara (em búlgaro: Българска армия) representa as Forças Armadas da República da Bulgária. O Comandante em chefe é o presidente da Bulgária Rumen Radev. O Ministério da Defesa está a cargo dos dirigentes políticos, enquanto o comando militar continua nas mãos do General, chefiado pelo Chefe Maior. Os elementos operacionais das Forças Armadas búlgaras incluem: as Forças Terrestres da Bulgária (exército), a Marinha da Bulgária (Marinha), a Força Aérea da Bulgária (Força Aérea).